# Ekstremalnie Wielki Teleskop
Ten artykuł dotyczy przyszłego wydarzenia. Informacje w nim zawarte mogą się zmienić wraz z pojawieniem się nowych faktów, a początkowe doniesienia mogą być niepewne. Ostatnie aktualizacje tego artykułu mogą nie odzwierciedlać najbardziej aktualnych informacji.

Porównanie wielkości i budowy zwierciadeł największych obecnych i planowanych teleskopów. Ekstremalnie Wielki Teleskop (ELT) po prawej stronie

Ekstremalnie Wielki Teleskop (Extremely Large Telescope – ELT, dawniej: European Extremely Large Telescope – E-ELT) – projekt największego na świecie teleskopu optycznego i na podczerwień opracowany przez Europejskie Obserwatorium Południowe (ESO).

## Budowa i działanie
Zwierciadło główne teleskopu ELT o średnicy 39 m ma być wykonane z 798 sześciokątnych elementów, każdy o maksymalnej przekątnej 1,4 m i grubości 5 cm. Towarzyszyć mu będą cztery lustra wtórne: część z nich będzie zmieniać kształt tysiące razy na sekundę, by skompensować drgania obrazu wywołane przejściem światła przez ziemską atmosferę. Dzięki temu ELT podejmie badania, jakich dotąd nikt na świecie nie był w stanie wykonać. Łącznie lustro zapewni badaczom aż 978 m² powierzchni zbierającej – 13 razy więcej niż obecnie największe teleskopy, 100 mln więcej niż nieuzbrojone oko. Dzięki temu pozwoli na obserwowanie Wszechświata bardziej szczegółowo (16 razy) niż Kosmiczny Teleskop Hubble’a, np. umożliwi badanie składu atmosfer planet pozasłonecznych. Początkowe plany zakładały budowę zwierciadła o średnicy 42 m, jednak w 2011 roku w celu redukcji kosztów i przyspieszenia oddania teleskopu do użytku zdecydowano się na zmniejszenie jego rozmiaru.
Na lokalizację teleskopu wybrano górę Cerro Armazones o wysokości 3060 m n.p.m., znajdującą się w centralnej części pustyni Atakama, około 130 km na południe od miasta Antofagasta i 20 km od obserwatorium Cerro Paranal, miejsca położenia teleskopu VLT. Po uruchomieniu będzie zintegrowany z systemem Paranal.
Koszt przedsięwzięcia szacuje się na około 1 miliard euro. Pierwsze światło teleskopu planowane jest na rok 2025.
W marcu 2014 rozpoczęto budowę drogi na szczyt Cerro Armazones. Ceremonia otwarcia odbyła się w Obserwatorium Paranal. Uczestniczyły w niej władze ESO, przedstawiciele państw członkowskich oraz przedstawiciele rządu chilijskiego. Całe wydarzenie było pokazywane na żywo za pośrednictwem strony internetowej ESO. W trakcie uroczystości, 19 czerwca 2014 r., oficjalnie rozpoczęła się budowa – wysadzono część wierzchołka góry, na której znajdzie się teleskop. Łącznie trzeba było usunąć 220 000 m³ skał, aby zrobić miejsce dla platformy teleskopu o wymiarach 150 na 300 metrów. Od roku 2014 kilka prototypowych segmentów dla głównego zwierciadła ELT przechodzi testy niedaleko siedziby ESO w Garching, Niemcy.
25 maja 2016 r. ESO podpisało wart 400 mln euro kontrakt na budowę 85 m kopuły i konstrukcji teleskopu. W 2017 r. na szczycie Cerro Armazones rozpoczęła się budowa kopuły i głównej struktury teleskopu, podpisano kontrakt na zwierciadło główne teleskopu oraz odlano zwierciadło wtórne.
Teleskop ma pomóc w poszukiwaniu planet pozasłonecznych z warunkami sprzyjającymi życiu oraz służyć „gwiezdnej archeologii” poprzez badania starych gwiazd i populacji gwiazdowych w sąsiednich galaktykach.
Dzięki udziałowi Polski w ESO, polscy astronomowie będą mieli dostęp do teleskopu i udział w jego odkryciach, a polskie firmy uczestniczą w jego konstrukcji.

## Wizualizacja

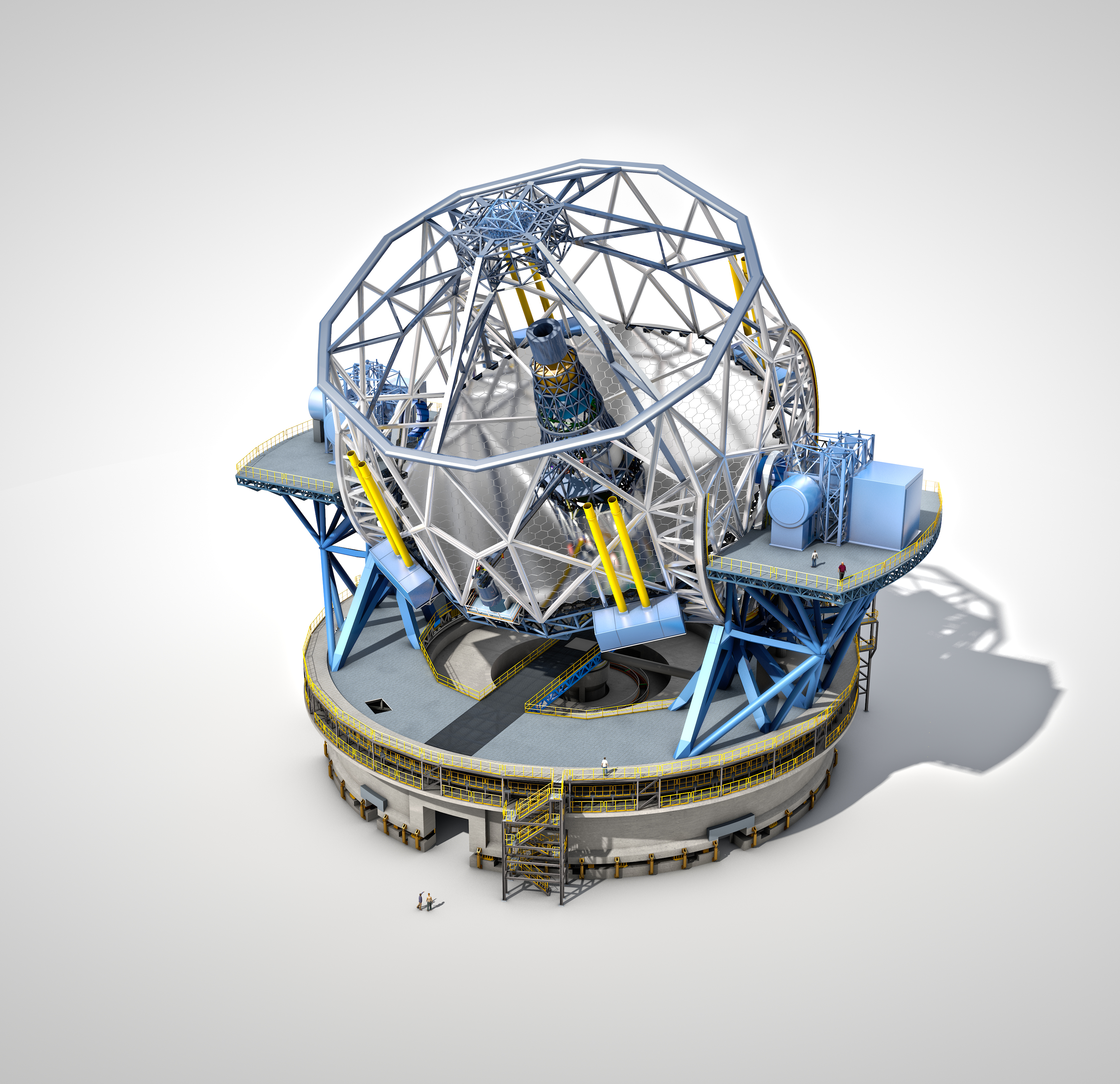
ELT w porównaniu z wielkością człowieka
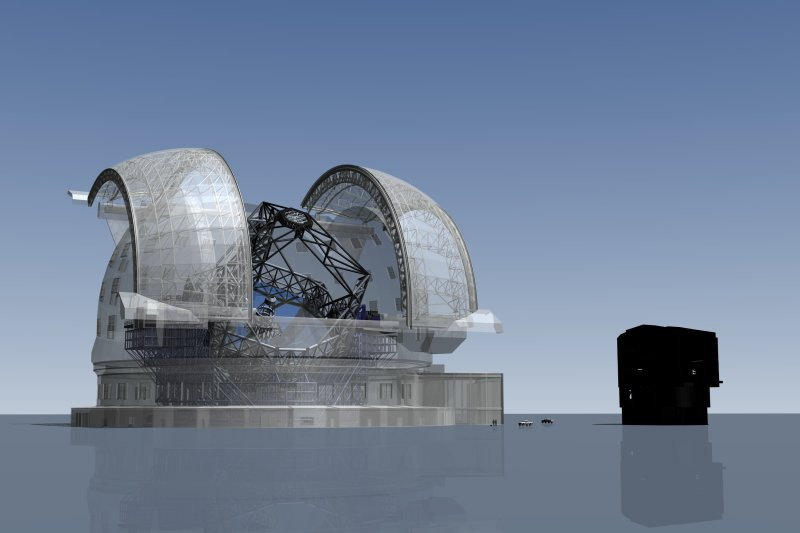
ELT w porównaniu do jednego zwierciadła Very Large Telescope
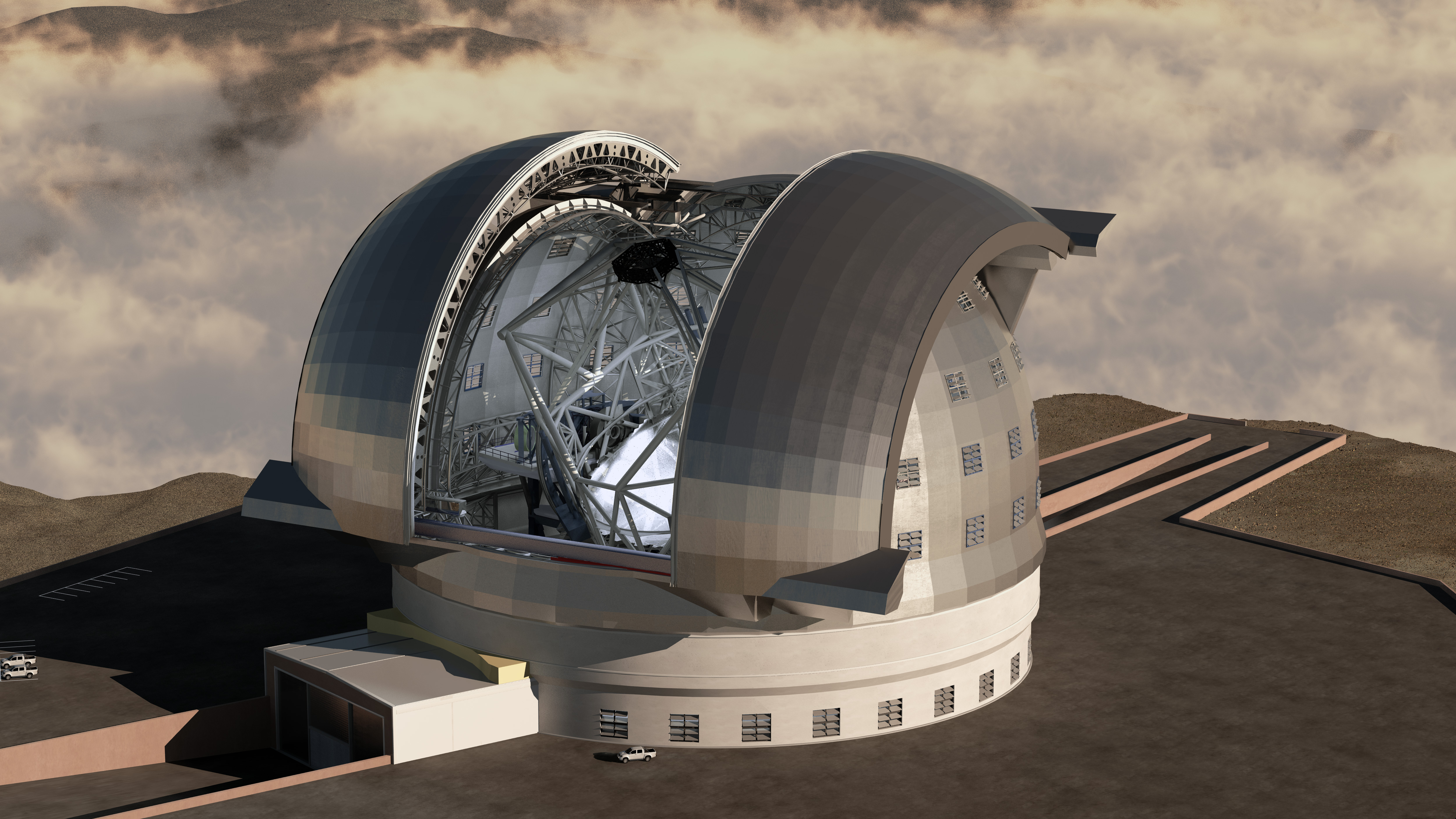
Wygląd ELT w ciągu dnia
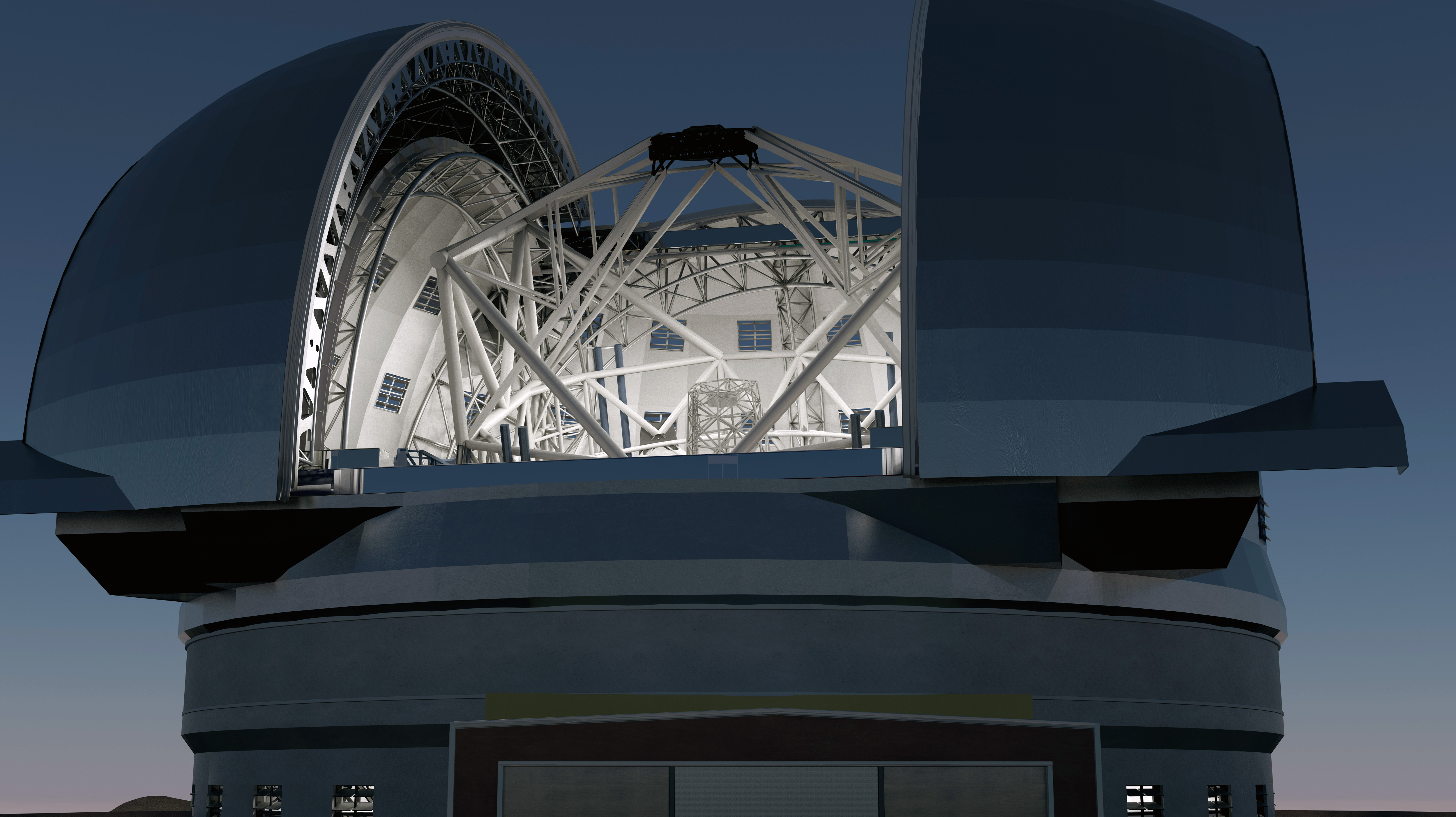
Wygląd ELT po zmroku
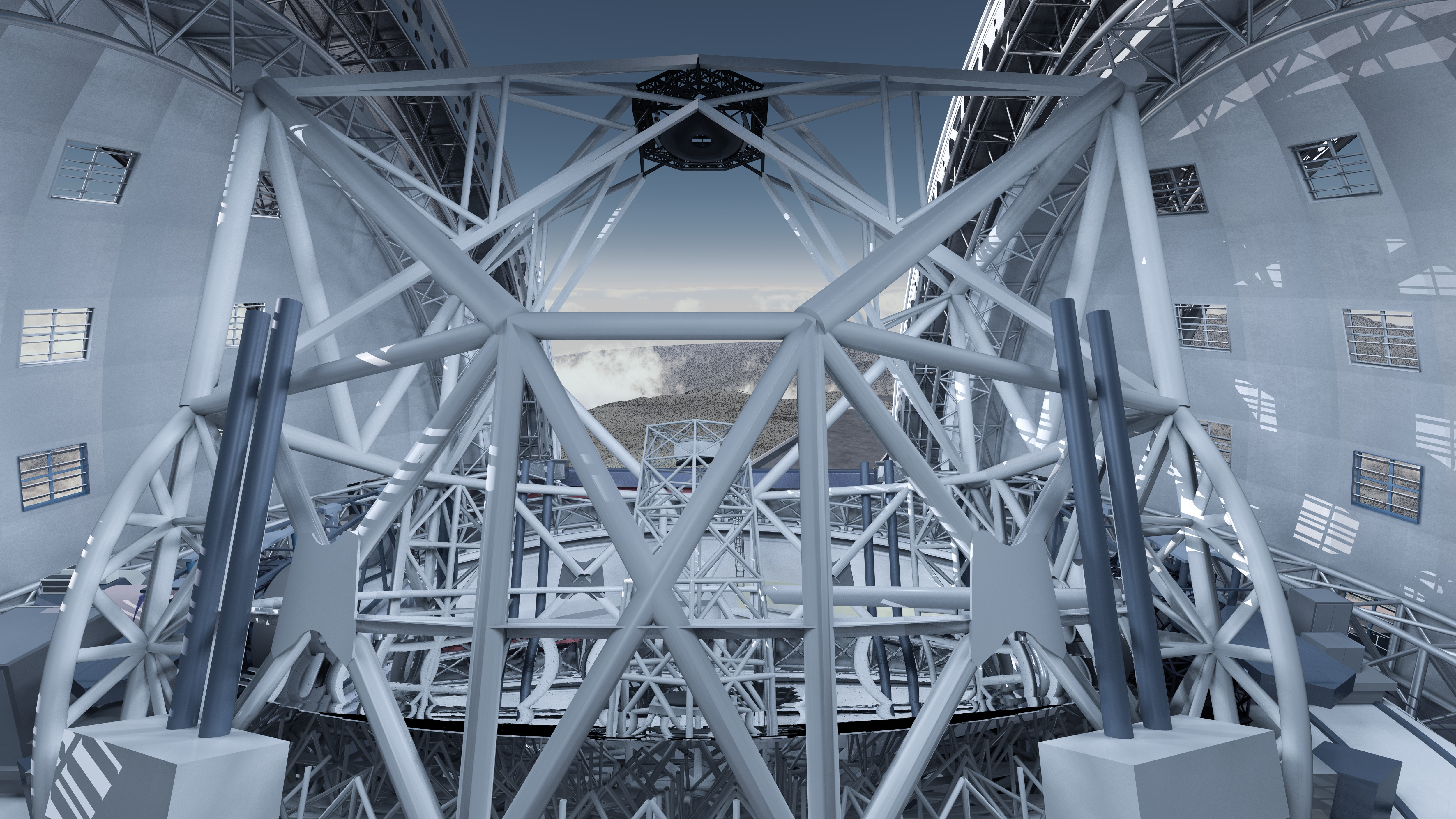
Wsporniki wewnątrz konstrukcji-ELT